# 基爾溫寧 (密蘇里州)
基爾溫寧（英語：Kilwinning）是位於美國密蘇里州蘇格蘭縣的非建制地區。

## 歷史
基爾溫寧的郵局於1880年設立，其後於1907年停運。

## 地理
基爾溫寧所處的海拔為高於海平面261米（即856英呎），而該地所採用的時區為UTC-6，即北美中部時區（CST）。同時該地設有夏令時間，為UTC-6調快一小時，即UTC-5（CDT）。